# Meiningen, Vorarlberg
Meiningen är en ort och kommun i distriktet Feldkirch i förbundslandet Vorarlberg i Österrike. Kommunen gränsar i nordväst till floden Rhen som här utgör gräns mot Schweiz.